# الوباء الثالث

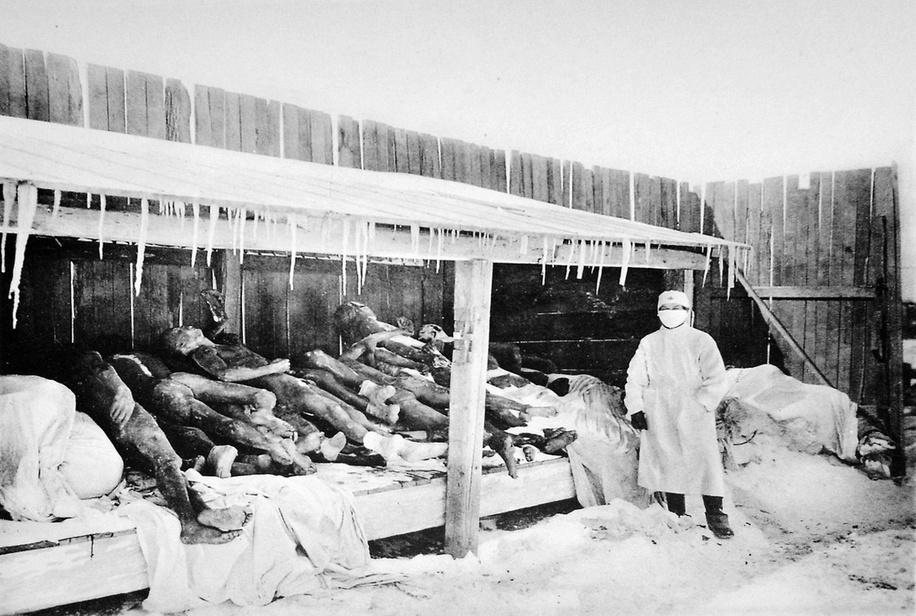
ضحايا الوباء الثالث في منشوريا بين عامي 1910 و1911.

الوباء الثالث هو وباء واسعٌ من الطاعون الدبلي أصاب مقاطعة يونان الصينية عام 1855، لينتشر لاحقاً إلى جميع قارات العالم المأهولة. تسبَّب الوباء الثالث في نهاية المطاف بمقتل 12 مليون إنسانٍ في الهند والصين وحدهما، وبحسب منظمة الصحة العالمية فقد كان يعتبر الوباء حدثاً حاضراً حتى عام 1959، عندما انخفض معدل الوفيات العالمي منه إلى نحو 200 شخصٍ سنوياً.
يعد الطاعون الدبلي مرضاً معدياً يعتقد أنه كان مصدر العديد من الأوبئة والجائحات على مرّ التاريخ، من ضمنها ما يعرف باسم وباء جستنيان والموت الأسود. يعتقد أن السبب وراء انتشار الوباء الثالث في نهاية القرن التاسع عشر ومطلع القرن العشرين كان ينبع من مصدرين مختلفين، أولهما هو بالدرجة الأولى الطاعون الذي حملته تجارة المحيطات إثر نقل الناس والجرذان والبراغيث الموبوءة على متن السفن، وأما ثانيهما فهو مرض يصيب الرئة وينتشر سريعاً بالعدوى، وقد انتشر على نطاقٍ واسع في قارة آسيا خصوصاً بمنطقتي منغوليا ومنشوريا.

## نمط الجائحة
استوطن الطاعون الدبّلي في مجموعات القوارض الأرضية المصابة في آسيا الوسطى، وكان سببًا معروفًا للوفاة بين السكان المهاجرين والبشر القاطنين في تلك المنطقة لعدة قرون. أدى تدفق أشخاص جدد بسبب النزاعات السياسية والتجارة العالمية إلى توزع هذا المرض في جميع أنحاء العالم.

### المنشأ في مقاطعة يوننان الصينية
هناك مستودع طبيعي أو عش للطاعون في غرب يوننان يشكل خطرًا صحيًا مستمرًا اليوم. نشأت الجائحة الثالثة من الطاعون في هذه المنطقة بعد تدفق سريع من شعب هان الصيني لاستغلال الطلب على المعادن، وخاصة النحاس، في النصف الأخير من القرن التاسع عشر. بحلول عام 1850، ازداد التعدد السكاني لأكثر من 7 ملايين شخص. أدى التنقل المتزايد في جميع أنحاء المنطقة إلى تماس الناس مع البراغيث المصابة بالطاعون، الناقل الرئيسي بين الجرذ ذي الصدر الأصفر (راتوس فلاڤيبكتوس) والبشر. جلب الناس البراغيث والجرذان إلى المناطق الحضرية المتنامية، حيث بلغ تفشي المرض في بعض الأحيان أبعادًا وبائية. انتشر الطاعون أكثر بعد اندلاع الخلافات بين عمال المناجم الهان ومسلمي هوي في أوائل خمسينيات القرن التاسع عشر لتنشب ثورة عنيفة عُرفت باسم تمرد بانثاي، ما أدى إلى مزيد من النزوح (تحركات القوات وهجرة اللاجئين). ساعد تفشي الطاعون في تطويع الناس في تمرد تايبينغ. في النصف الأخير من القرن التاسع عشر، بدأ ظهور الطاعون في مقاطعتي قوانغشي وغوانغدونغ وجزيرة هاينان، ولاحقًا دلتا نهر اللؤلؤ، بما في ذلك كانتون وهونغ كونغ. في حين اعتقد وليام ماكنيل وآخرون أن الطاعون أُحضر من المناطق الداخلية إلى المناطق الساحلية من قبل القوات التي عادت من المعارك ضد المتمردين المسلمين، يشير بنديكت إلى أن الأدلة تؤيد تجارة الأفيون المتنامية والمربحة التي بدأت بعد عام 1840 تقريبًا.
في مدينة كانتون، ابتداء من مارس عام 1894، تسبب المرض في وفاة 60,000 شخص في غضون أسابيع قليلة. نشرت تيارات الماء اليومية لمدينة هونغ كونغ المجاورة جائحة الطاعون بسرعة. في غضون شهرين، بعد 100,000 حالة وفاة، انخفضت معدلات الوفيات إلى أقل من المعدلات الوبائية، على الرغم من أن المرض بقي مستوطنًا في هونغ كونغ حتى عام 1929.

### التأثير السياسي في الهند المستعمرة
قتل الطاعون، المنقول من هونغ كونغ إلى الهند البريطانية، 10 ملايين شخص تقريبًا في الهند، وقتل لاحقًا 12.5 مليون في المستعمرة البريطانية في الهند في السنوات الثلاثين التالية. كانت جميع الحالات تقريبًا من نوع الطاعون الدبلي، مع نسبة صغيرة جدًا تحولت إلى الطاعون الرئوي. (أورينت، ص .185) شُوهِد المرض في البداية في مدن الموانئ، بدءًا من بومباي (مومباي حاليًا)، ولكن ظهر لاحقًا في بونه وكلكتا وكراتشي (الآن في باكستان). بحلول عام 1899، انتشر التفشي إلى المجتمعات الصغيرة والمناطق الريفية في العديد من مناطق الهند. بشكل عام، كان تأثير أوبئة الطاعون أكبر في غرب وشمال الهند -في المقاطعات التي سميت آنذاك باسم بومباي والبنجاب والمقاطعات المتحدة- بينما لم يتأثر شرق الهند وجنوبها بشدة.
تضمنت إجراءات الحكومة المستعمرة للسيطرة على المرض الحجر الصحي، ومعسكرات العزل، وقيود السفر، واستبعاد الممارسات الطبية التقليدية في الهند. فُرضت قيود على سكان المدن الساحلية من قبل لجان خاصة لمرض الطاعون مع قوى مفرطة ومطبّقة من قبل الجيش البريطاني. وجد الهنود هذه التدابير متطفلة ثقافيًا، وبشكل عام، قمعية واستبدادية. خضعت الاستراتيجيات الحكومية لمكافحة الطاعون لتغييرات كبيرة خلال الفترة 1898-1899. بحلول ذلك الوقت، ثبت بوضوح أن استخدام القوة في تنفيذ قوانين خاصة بالطاعون يؤدي إلى نتائج عكسية، والآن بعد أن انتشر الطاعون إلى المناطق الريفية، سيكون من المستحيل تطبيقها في مناطق جغرافية أكبر. في هذا الوقت، بدأ مسؤولو الصحة البريطانيون بالضغط من أجل التلقيح على نطاق واسع باستخدام لقاح الطاعون لفالديمار هافكين، رغم أن الحكومة شددت على أن التلقيح ليس إلزاميًا. سمحت السلطات البريطانية بإدراج ممارسي أنظمة الطب الداخليين في برامج الوقاية من الطاعون.
أدت الإجراءات القمعية الحكومية للسيطرة على الطاعون إلى انتقاد القوميين في بونه الحكومةَ علنًا. في 22 يونيو عام 1897، أطلق الإخوة تشابكار، شباب هندوس من بونه، النار على والتر تشارلز راند، ضابط في الخدمة المدنية الهندية ورئيس للجنة الطاعون ببونه، ومرافقه العسكري الملازم أيرست وقتلوهما. نُظِر إلى عمل الإخوة تشابكار على أنه إرهاب. وجدت الحكومة أن الصحافة القومية مذنبة بتحريضها على ذلك. اتُّهم ناشط الاستقلال بال جانجادهار تيلاك بتهمة التحريض عبر كتاباته بصفته محررًا لصحيفة كيساري. حُكم عليه بالسجن المشدد لمدة 18 شهرًا.
كشف رد الفعل العام على الإجراءات الصحية التي سنّتها ولاية الهند البريطانية في النهاية عن القيود السياسية للتدخل الطبي في البلاد. كانت هذه التجارب تكوينية في تطوير خدمات الصحة العامة الحديثة في الهند.

## بحوث المرض
حدد الباحثون العاملون في آسيا خلال «الجائحة الثالثة» نواقل الطاعون وعصيات الطاعون. في عام 1894، في هونغ كونغ، عزل عالم البكتيريا الفرنسي المولود في سويسرا ألكسندر يرسن البكتيريا المسؤولة (اليرسينيا الطاعونية، التي سُميت نسبةً إليه) وحدد طريقة انتقال العدوى الشائعة. أدت اكتشافاته في الوقت المناسب إلى طرق العلاج الحديثة، بما في ذلك المبيدات الحشرية، واستخدام المضادات الحيوية، ولقاحات الطاعون في النهاية. في عام 1898، أظهر الباحث الفرنسي بول لويس سيموند دور البراغيث بصفتها ناقلة للمرض.
هذا المرض ناجم عن بكتيريا تنتقل عادة بواسطة لدغات البراغيث من مضيف مصاب، وغالبًا ما يكون جرذًا أسود. تُنقَل البكتيريا من دم الفئران المصابة إلى برغوث الجرذ الشرقي (الأصلم الخوفي). تتكاثر العصية في معدة البراغيث، فتغلقها. عندما تلدغ البراغيث حيوانًا ثدييًا، يتم تقيّؤ الدم المستهلك مع العصية في مجرى الدم للحيوان الملدوغ. أي فاشية خطيرة للطاعون بين البشر يسبقها تفشي تعداد القوارض. في أثناء تفشي المرض، تبحث البراغيث المصابة التي فقدت القوارض المضيفة الطبيعية عن مصادر دم أخرى.
ضغطت الحكومة الاستعمارية البريطانية في الهند على الباحث الطبي فالديمار هافكين لتطوير لقاح للطاعون. بعد ثلاثة أشهر من العمل المتواصل مع عدد محدود من الموظفين، أصبح هناك نموذج جاهز للتجارب البشرية. في 10 يناير عام 1897، اختبره هافكين على نفسه. بعد إبلاغ السلطات بالاختبار الأولي، استُخدم متطوعون في سجن بيكولا في تجربة مضبوطة، ونجا جميع السجناء الذين لُقّحوا من الأوبئة، بينما توفي سبعة من النزلاء في مجموعة الشواهد. بحلول نهاية القرن، بلغ عدد المُلقّحين في الهند وحدها أربعة ملايين. عُيّن هافكين مديرًا لمختبر الطاعون (المعروف الآن باسم مؤسسة هافكين) في بومباي.